# Carpathonesticus parvus
Carpathonesticus parvus är en spindelart som först beskrevs av Kulczynski 1914.  Carpathonesticus parvus ingår i släktet Carpathonesticus och familjen grottspindlar. Inga underarter finns listade.